# Lake Junaluska
Lake Junaluska é uma Região censo-designada localizada no estado norte-americano de Carolina do Norte, no Condado de Haywood.

## Demografia
Segundo o censo norte-americano de 2000, a sua população era de 2675 habitantes.

## Geografia
De acordo com o United States Census Bureau tem uma área de
15,1 km², dos quais 14,3 km² cobertos por terra e 0,8 km² cobertos por água.

## Localidades na vizinhança
O diagrama seguinte representa as localidades num raio de 16 km ao redor de Lake Junaluska.